# Автомагістраль A74(M) та M74 (Велика Британія)

## Маршрут
Від свого перехрестя з M8 на південь від Кінгстонського мосту найновіша ділянка проходить через райони Глазго Гованхілл, Полмаді, Отлендс і частини сусідніх міст Рутерглен і Камбусланг, на підвищеній набережній, з перехрестями на Кінгстоні, Полмаді-роуд, Істфілд і Толлкросс перед підключенням до набагато старішої ділянки M74. Потім він проходить приблизно в південно-східному напрямку повз міста Уддінгстон, Ботвелл, Гамільтон і Мазервелл у долині Клайд, зустрічається з дорогою A725 на розв’язці 5 (Raith Interchange) перед зустріччю з трасою A71 для пересіченої місцевості в Ларкхоллі. Він проходить на захід від Ланарка і за Абінгтоном, де змінюється на A74(M). Далі дорога оминає Моффат і Локербі. Далі дорога незабаром заходить на територію Англії, перш ніж перейти на M6 біля Лонгтауна.
Від розв'язки 4 на південь він є частиною євротраси E05 від Грінока до Альхесіраса. На північ від розв'язки 4 E05 проходить коротку ділянку M73, що з'єднується з M8, а потім прямує на захід через Глазго до Грінока.

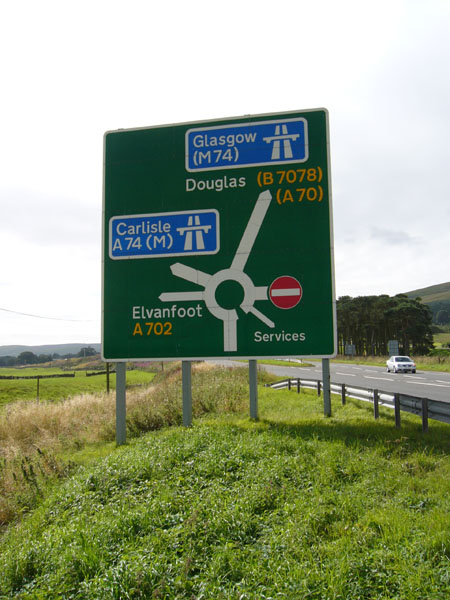
Дорожній знак на A702, який показує зміну позначення.

### Офіційні сайти по апгрейдам
- Північне розширення
- Південне розширення
- Результати громадського розслідування

### Інші сайти
- JAM74: Спільні дії проти M74
- Друзі Землі: Зупиніть божевілля на автострадах[недоступне посилання з 01.06.2017][ <span title="Dead link tagged June 2017">постійне мертве посилання</span> ]
- Архів автостради – M74/A74(M)
- BBC NEWS | Велика Британія | Шотландія | Глазго, Ланаркшир і Захід | Остаточне добро для розширення M74
- Розв’язка M74-M8 – реконструкція набережної Клайда
| - п - о - р Автошляхи Великої Британії                                                                      | - п - о - р Автошляхи Великої Британії | - п - о - р Автошляхи Великої Британії |
| --- | --- | -------------------------------------- |
| Велика Британія                                                                                             | \| - M1 - M11 - M18 - M180 - M181 - A1(M) - A167(M) - A194(M) - A1077(M) \| \| - M2 - M20 - M23 - M25 - M26 - M27 - M271 - M275 \| \| - M3 - M32 - A3(M) - A38(M) - A308(M) - A329(M) \| \| - M4 - M40 - M42 - M45 - M48 - M49 - A48(M) - A404(M) \| \| - M5 - M50 - M53 - M54 - M55 - M56 - M57 - M58 - A57(M) - A58(M) \| \| - M6 - M6 платна - M60 - M61 - M62 - M65 - M66 - M67 - M69 - M602 - M606 - M621 - A64(M) - A66(M) - A627(M) \| \| - M73 - M74 - M77 - A74(M) \| \| - M8 - M80 - M876 - M898 - A8(M) - A823(M) \| \| - M9 - M90 \| |                                        |
| Північна Ірландія                                                                                           | - M1 - M2 - M3 - M5 - M12 - M22 - A8(M) |                                        |
| Кільцеві дороги Лондона                                                                                     | - Внутрішня кільцева дорога Лондона - Північна кільцева дорога - Південна кільцева дорога - Лондонська орбітальна автомагістраль |                                        |
| Колишні | - M10 - M41 - M63 - M85 - A18(M) - A40(M) - A41(M) - A102(M) - A601(M) - A6144(M) |                                        |
| Не збудовані                                                                                                | - M12 - M15 - M16 - M31 - M64 - M4 relief road |                                        |
| Розв'язки                                                                                                   | - Алмондсбері - Броксден - Кетторп - Глазго - Острів Дентон - Хенді-Крос - Лонгбридж - Скотч-Корнер - Гравеллі Хілл - Світч-Айленд - Тінслі - Торні - Торп - Теркрофт |                                        |
| Мости | - Ейвонмут - Бромфорд - Дон - Фріартон - Гатхерст - Кінгстон - Медвей - В нікуди - Уз - Рейквуд - Скаммонден - Другий Севернський - Севернський - Темза - Телволл - Тінслі - Квінсферрі - Аск - Вівер |                                        |
| - M1 - M11 - M18 - M180 - M181 - A1(M) - A167(M) - A194(M) - A1077(M)                                       | |                                        |
| - M2 - M20 - M23 - M25 - M26 - M27 - M271 - M275                                                            | |                                        |
| - M3 - M32 - A3(M) - A38(M) - A308(M) - A329(M)                                                             | |                                        |
| - M4 - M40 - M42 - M45 - M48 - M49 - A48(M) - A404(M)                                                       | |                                        |
| - M5 - M50 - M53 - M54 - M55 - M56 - M57 - M58 - A57(M) - A58(M)                                            | |                                        |
| - M6 - M6 платна - M60 - M61 - M62 - M65 - M66 - M67 - M69 - M602 - M606 - M621 - A64(M) - A66(M) - A627(M) | |                                        |
| - M73 - M74 - M77 - A74(M)                                                                                  | |                                        |
| - M8 - M80 - M876 - M898 - A8(M) - A823(M)                                                                  | |                                        |
| - M9 - M90                                                                                                  | |                                        || Автомобільний міст | Це незавершена стаття про автомобільні дороги. Ви можете допомогти проєкту, виправивши або дописавши її. |Шаблон:Transport in Glasgow